# Piscina Pública
Piscina Pública (em latim: Piscina Publica) era um reservatório de água e piscina localizado na antiga Região XII da cidade de Roma, que ficou conhecida informalmente como "Piscina Pública". Ela ficava num vale entre a Via Ápia, a Muralha Serviana e a encosta norte do monte Aventino, uma área que depois seria ocupada pelas Termas de Caracala.

## História
Não há concordância sobre se o reservatório era alimentado por uma das diversas fontes nas imediações ou pela Água Ápia, o primeiro aqueduto romano público, construído por Ápio Cláudio Cego. Localizada logo depois da Porta Capena, do lado de dentro da Muralha Serviana, a piscina foi o primeiro local de distribuição pública de água e de recreação. O aqueduto supria água também para o tratamento da lã perto da piscina.
A menção de uma "piscina pública" foi feita pela primeira vez em 215 a.C. quando dois pretores urbanos mudaram seus tribunais para o local, perto de onde o Senado Romano estava se reunindo com os generais para discutir a invasão de Haníbal, que estava em andamento. Uma referência em Festo indica que ela já não existia no século II.